# Lino da Silva Saldanha

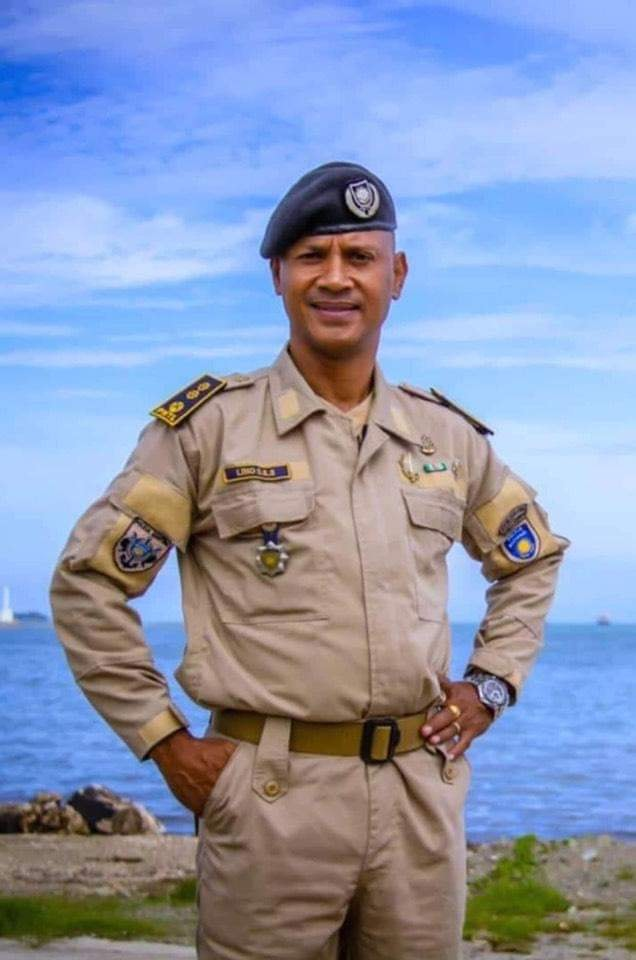
Lino da Silva Saldanha

Lino da Silva Saldanha (* 13. September 1970; † 13. Februar 2020 in Dili, Osttimor), Kampfname Maus, war ein osttimoresischer Polizist.

## Werdegang
Saldanha war ein Überlebender des Santa-Cruz-Massakers am 12. November 1991. Später war er Präsident des Komite 12 Novembru.
Ab März 2000 gehörte Saldanha zur neugegründeten Nationalpolizei Osttimors (PNTL). Er verließ die Polizeiakademie im Mai 2000 und arbeitete zunächst als Beamter in Liquiçá. 2002 wechselte er zur Forensik und dem Sicherheitsdienst der Polizei. Noch im Juli desselben Jahres wurde Saldanha Koordinator der Distriktspolizei, bevor er in die Abteilung Planung und Strategie des Polizeihauptquartiers in Dili wechselte.
Während der Unruhen in Osttimor 2006, bei dem es auch zum Konflikt zwischen Polizei Militär kam, fungierte Saldanha als Sprecher der Grupo Polícia Nacional de Timor-Leste. In einem Brief an den Staatspräsidenten Xanana Gusmão empfahl er, dass Polizisten nicht mehr mit schweren Waffen ausgerüstet werden sollten. Polizisten, die sich im Rahmen der Unruhen strafbar gemacht hatten, sollten entlassen werden. Zudem forderte er die Auflösung der Unidade Reserva da Polícia (URP) und der Unidade de Patrulhamento de Fronteira (UPF) und dass Polizei und Militär unter ein Ministerium gestellt werden. Diesen Forderungen wurde nicht nachgegangen.
Am 24. März 2010 wurde Saldanha vom Inspektor zum Superintendente befördert. Ab Juli war er Kommandant der Unidade da Polícia Marítima (UPM). Von 2013 bis 2015 absolvierte Saldanha an der Udayana-Universität ein Masterstudium für Management.
Nach einem Herzinfarkt von Diabetes verstarb Saldanha 2020 im Hospital Nacional Guido Valadares (HNGV).

## Familie
Mit seiner Frau Eulália Brás Carvalho da Silva hatte Saldanha drei Söhne und vier Töchter.

## Veröffentlichungen
- PENGARUH  KEADILAN ORGANISASIONAL  TERHADAP KEPUASAN KERJA  DAN KOMITMEN ORGANISASIONAL POLICIA NACIONAL DE TIMORLESTE PNTL, 2015, Tesis Universität Udayana.